# Jiří Pospíšil (cyklista)
 Jiří Pospíšil  (* 26. únor 1973 Pardubice) je bývalý československý, poté český cyklokrosař.
S cyklistikou začínal v Mělníku ve 14 letech. Kromě cyklokrosu se zúčastnil i silničních závodů. Působil v klubech Spolana Neratovice, Auto Škoda Mladá Boleslav, Jelínek-Laureta, Olpran, Morati, Author, a na závěr kariéry v německém týmu Stevens Racing.
Na silnici v roce 1991 vyhrál Závod míru juniorů a Mládí Bohemie 1991. V cyklokrosu získal titul mistra Evropy do 23 let v roce 1995. Třikrát se stal mistrem republiky a v roce 2003 celkovým vítězem Českého poháru v cyklokrosu.
Sportovní kariéru ukončil na konci roku 2005.